# Mitriostigma barteri
Mitriostigma barteri är en måreväxtart som beskrevs av Joseph Dalton Hooker och William Philip Hiern. Mitriostigma barteri ingår i släktet Mitriostigma och familjen måreväxter. Inga underarter finns listade i Catalogue of Life.